# Wasted (singel Carrie Underwood)
"Wasted" jest szóstym i ostatnim singlem Carrie Underwood pochodzącym z debiutanckiej płyty Some Heart.
W styczniu 2007 roku, Carrie Underwood nagrała klip do piosenki w Tampie na Florydzie. Był to jej czwarty teledysk, który swoją premierę miał na początku lutego 2007 roku.
Underwood wykonała piosenkę w  American Idol 8 marca 2007, a także podczas rozdania nagród Academy of Country Music 15 maja 2007 roku.